# 故郷のこころ
「故郷のこころ」（英語: Heart of the Country）は、1971年にポール・マッカートニーが発表した楽曲である。アルバム『ラム』に収録された。ポールの田舎暮らしを歌った曲でもある。英国でのシングル「バック・シート」のB面でもあった。

## 収録アルバム
- 『ラム』